# Saint-Antoine-sur-l'Isle
Pour les articles homonymes, voir Saint-Antoine et l'Isle.
Saint-Antoine-sur-l'Isle est une commune du Sud-Ouest de la France, située dans le département de la Gironde (région Nouvelle-Aquitaine).

## Géographie

### Généralités

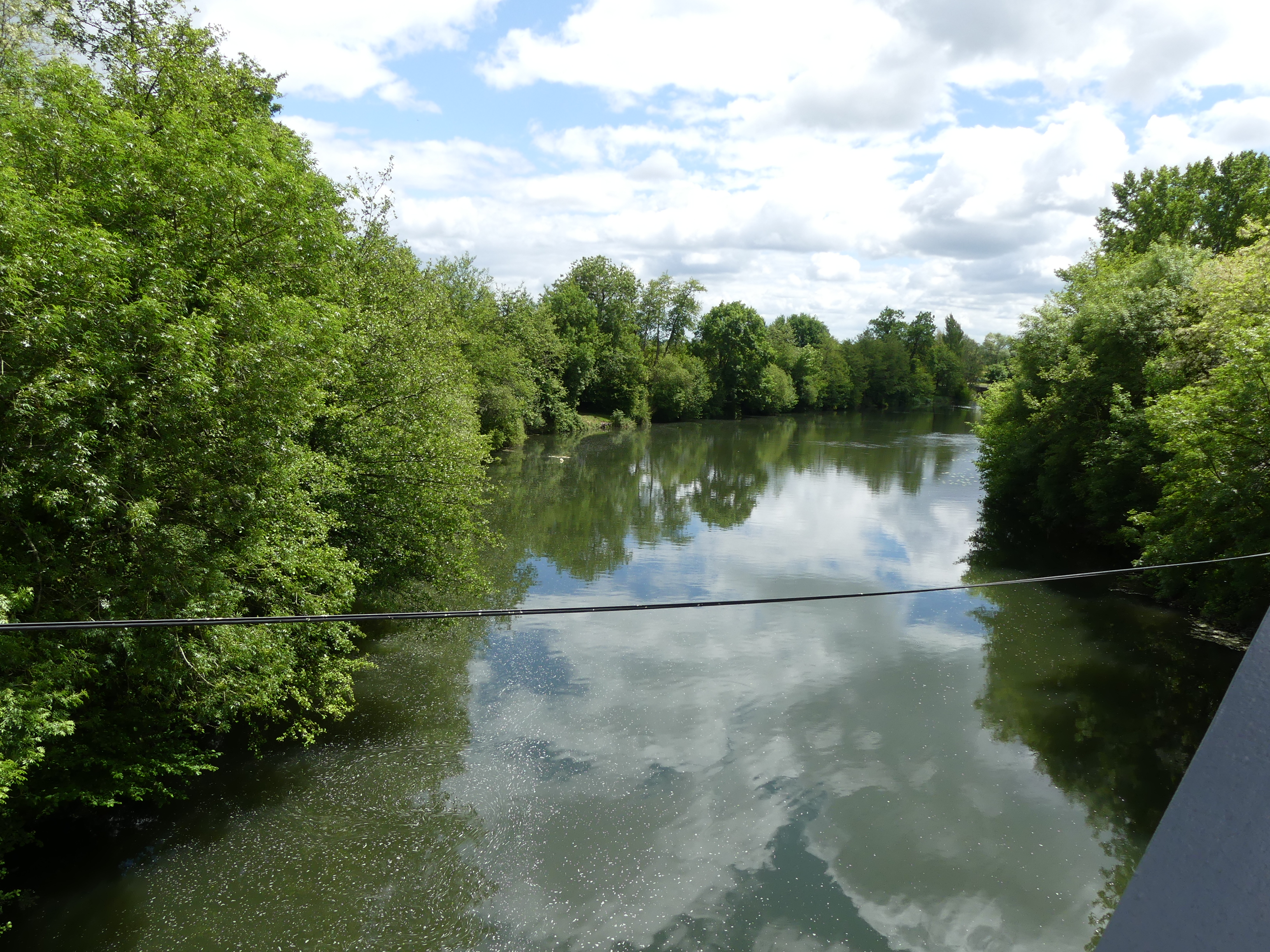
L'Isle entre Saint-Antoine-sur-l'Isle (à gauche) et Moulin-Neuf (à droite).

Dans le nord-est de la Gironde, Saint-Antoine-sur-l'Isle est une commune limitrophe du département de la Dordogne. Elle est bordée au sud par l'Isle sur environ quatre kilomètres. Elle fait partie de l'unité urbaine de Montpon-Ménestérol et faisait partie jusqu'en 2019 de l'aire urbaine de Montpon-Ménestérol.
À l'intersection des routes départementales (RD) 10 et 121, le bourg de Saint-Antoine-sur-l'Isle se situe, en distances orthodromiques, dix kilomètres à l'ouest-nord-ouest de Montpon-Ménestérol et treize kilomètres à l'est de Coutras.
Le territoire communal est également bordé au nord par la RD 123E1.

### Communes limitrophes
Saint-Antoine-sur-l'Isle est limitrophe de huit autres communes, dont quatre dans le département de la Dordogne. Au nord, La Roche-Chalais n'est limitrophe que sur moins de 200 mètres, et au sud-est, Moulin-Neuf sur environ 300 mètres.
Les communes limitrophes sont La Roche-Chalais, Gours, Eygurande-et-Gardedeuil, Moulin-Neuf, Le Pizou, Porchères, Saint-Christophe-de-Double et Saint-Seurin-sur-l'Isle.
| Saint-Christophe-de-Double | La Roche-Chalais (Dordogne) | Eygurande-et-Gardedeuil (Dordogne) |
| Porchères                  | Saint-Antoine-sur-l'Isle    | Le Pizou (Dordogne)                |
| Saint-Seurin-sur-l'Isle    | Gours                       | Moulin-Neuf (Dordogne)             |

### Climat
Pour des articles plus généraux, voir Climat de la Nouvelle-Aquitaine et Climat de la Gironde.
Historiquement, la commune est exposée à un climat océanique aquitain.  
En 2020, Météo-France publie une typologie des climats de la France métropolitaine dans laquelle la commune est exposée à un climat océanique et est dans la région climatique  Aquitaine, Gascogne, caractérisée par une pluviométrie abondante au printemps, modérée en automne, un faible ensoleillement au printemps, un été chaud (19,5 °C), des vents faibles, des brouillards fréquents en automne et en hiver et des orages fréquents en été (15 à 20 jours).
Pour la période 1971-2000, la température annuelle moyenne est de 12,9 °C, avec une amplitude thermique annuelle de 15 °C. Le cumul annuel moyen de précipitations est de 833 mm, avec 11,9 jours de précipitations en janvier et 6,6 jours en juillet. Pour la période 1991-2020, la température moyenne annuelle observée sur la station météorologique la plus proche, située sur la commune de Saint Aulaye-Puymangou à 21 km à vol d'oiseau, est de 13,0 °C et le cumul annuel moyen de précipitations est de 854,8 mm,. Pour l'avenir, les paramètres climatiques de la commune estimés pour 2050 selon différents scénarios d’émission de gaz à effet de serre sont consultables sur un site dédié publié par Météo-France en novembre 2022.

## Urbanisme

### Typologie
Au 1er janvier 2024, Saint-Antoine-sur-l'Isle est catégorisée commune rurale à habitat dispersé, selon la nouvelle grille communale de densité à sept niveaux définie par l'Insee en 2022.
Elle appartient à l'unité urbaine de Montpon-Ménestérol, une agglomération inter-départementale regroupant sept  communes, dont elle est une commune de la banlieue,,. La commune est en outre hors attraction des villes,.

### Occupation des sols

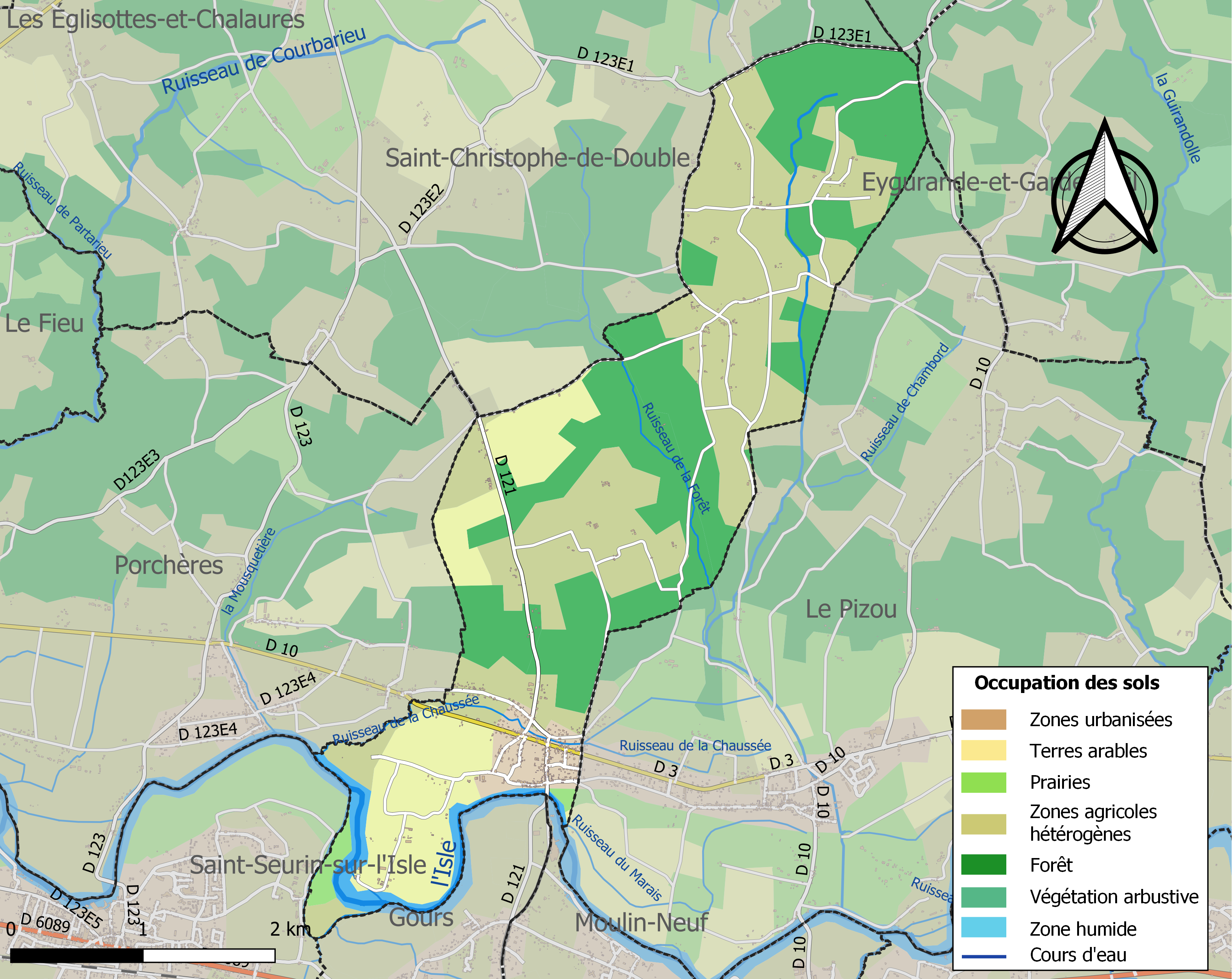
Carte des infrastructures et de l'occupation des sols de la commune en 2018 (CLC).

L'occupation des sols de la commune, telle qu'elle ressort de la base de données européenne d’occupation biophysique des sols Corine Land Cover (CLC), est marquée par l'importance des territoires agricoles (57,4 % en 2018), en diminution par rapport à 1990 (59 %). La répartition détaillée en 2018 est la suivante : 
zones agricoles hétérogènes (41 %), forêts (36 %), terres arables (15,3 %), zones urbanisées (3,6 %), eaux continentales (3 %), prairies (1,1 %). L'évolution de l’occupation des sols de la commune et de ses infrastructures peut être observée sur les différentes représentations cartographiques du territoire : la carte de Cassini (XVIIIe siècle), la carte d'état-major (1820-1866) et les cartes ou photos aériennes de l'IGN pour la période actuelle (1950 à aujourd'hui).

### Risques majeurs
Le territoire de la commune de Saint-Antoine-sur-l'Isle est vulnérable à différents aléas naturels : météorologiques (tempête, orage, neige, grand froid, canicule ou sécheresse), inondations, feux de forêts et séisme (sismicité très faible). Un site publié par le BRGM permet d'évaluer simplement et rapidement les risques d'un bien localisé soit par son adresse soit par le numéro de sa parcelle.
Certaines parties du territoire communal sont susceptibles d’être affectées par le risque d’inondation par débordement de cours d'eau, notamment l'Isle. La commune a été reconnue en état de catastrophe naturelle au titre des dommages causés par les inondations et coulées de boue survenues en 1982, 1983, 1999 et 2009,.
Saint-Antoine-sur-l'Isle est exposée au risque de feu de forêt. Depuis le 20 avril 2016, les départements de la Gironde, des Landes et de Lot-et-Garonne disposent d’un règlement interdépartemental de protection de la forêt contre les incendies. Ce règlement vise à mieux prévenir les incendies de forêt, à faciliter les interventions des services et à limiter les conséquences, que ce soit par le débroussaillement, la limitation de l’apport du feu ou la réglementation des activités en forêt. Il définit en particulier cinq niveaux de vigilance croissants auxquels sont associés différentes mesures,.

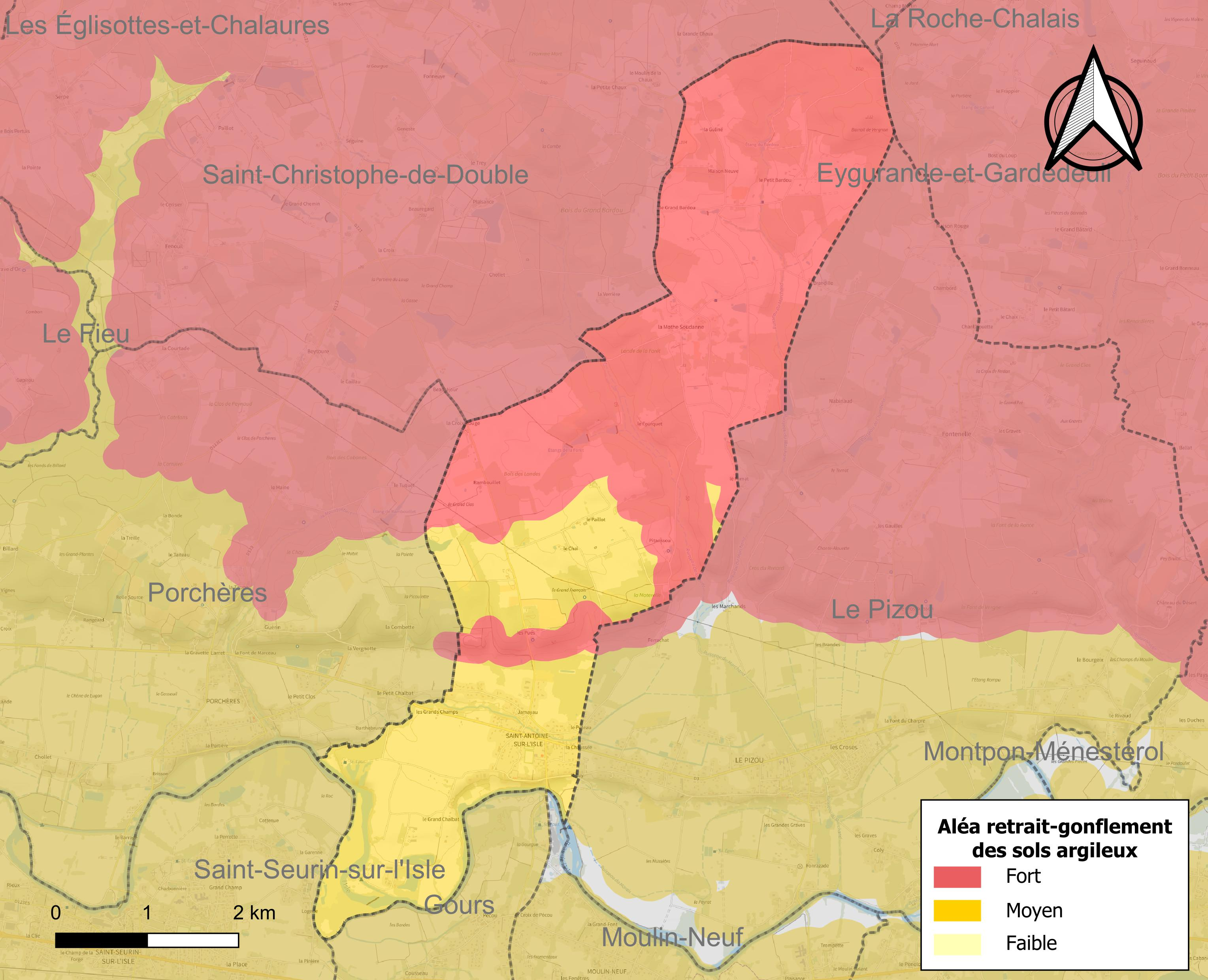
Carte des zones d'aléa retrait-gonflement des sols argileux de Saint-Antoine-sur-l'Isle.

Le retrait-gonflement des sols argileux est susceptible d'engendrer des dommages importants aux bâtiments en cas d’alternance de périodes de sécheresse et de pluie. La totalité de la commune est en aléa moyen ou fort (67,4 % au niveau départemental et 48,5 % au niveau national). Sur les 310 bâtiments dénombrés sur la commune en 2019, 310 sont en aléa moyen ou fort, soit 100 %, à comparer aux 84 % au niveau départemental et 54 % au niveau national. Une cartographie de l'exposition du territoire national au retrait gonflement des sols argileux est disponible sur le site du BRGM,.
Concernant les mouvements de terrains, la commune a été reconnue en état de catastrophe naturelle au titre des dommages causés par la sécheresse en 2005 et 2011 et par des mouvements de terrain en 1999.

## Politique et administration

### Liste des maires
| Période                                  | Période  | Identité              | Étiquette | Qualité                       |
| ---------------------------------------- | -------- | --------------------- | --------- | ----------------------------- |
| Les données manquantes sont à compléter. |          |                       |           |                               |
|                                          |          |                       |           |                               |
| avant 1988                               | ?        | Jacques Georgevail    |           |                               |
|                                          |          |                       |           |                               |
| 2008                                     | En cours | Paquerette Peyridieux |           | Infirmière libérale retraitée |

## Démographie
L'évolution du nombre d'habitants est connue à travers les recensements de la population effectués dans la commune depuis 1793. Pour les communes de moins de 10 000 habitants, une enquête de recensement portant sur toute la population est réalisée tous les cinq ans, les populations de référence des années intermédiaires étant quant à elles estimées par interpolation ou extrapolation. Pour la commune, le premier recensement exhaustif entrant dans le cadre du nouveau dispositif a été réalisé en 2005.

En 2022, la commune comptait 581 habitants, en évolution de −0,51 % par rapport à 2016 (Gironde : +6,91 %, France hors Mayotte : +2,11 %).
| 1793 | 1800 | 1806 | 1821 | 1831 | 1836 | 1841 | 1846 | 1851 |
| ---- | ---- | ---- | ---- | ---- | ---- | ---- | ---- | ---- |
| 340  | 327  | 353  | 391  | 455  | 515  | 516  | 532  | 510  |

| 1856 | 1861 | 1866 | 1872 | 1876 | 1881 | 1886 | 1891 | 1896 |
| ---- | ---- | ---- | ---- | ---- | ---- | ---- | ---- | ---- |
| 533  | 554  | 582  | 583  | 583  | 560  | 560  | 579  | 528  |

| 1901 | 1906 | 1911 | 1921 | 1926 | 1931 | 1936 | 1946 | 1954 |
| ---- | ---- | ---- | ---- | ---- | ---- | ---- | ---- | ---- |
| 555  | 617  | 616  | 555  | 514  | 511  | 503  | 440  | 435  |

| 1962 | 1968 | 1975 | 1982 | 1990 | 1999 | 2005 | 2006 | 2010 |
| ---- | ---- | ---- | ---- | ---- | ---- | ---- | ---- | ---- |
| 430  | 437  | 405  | 387  | 396  | 435  | 505  | 526  | 535  |

| 2015 | 2020 | 2022 | - | - | - | - | - | - |
| ---- | ---- | ---- | - | - | - | - | - | - |
| 578  | 581  | 581  | - | - | - | - | - | - |

## Équipements, services et vie locale

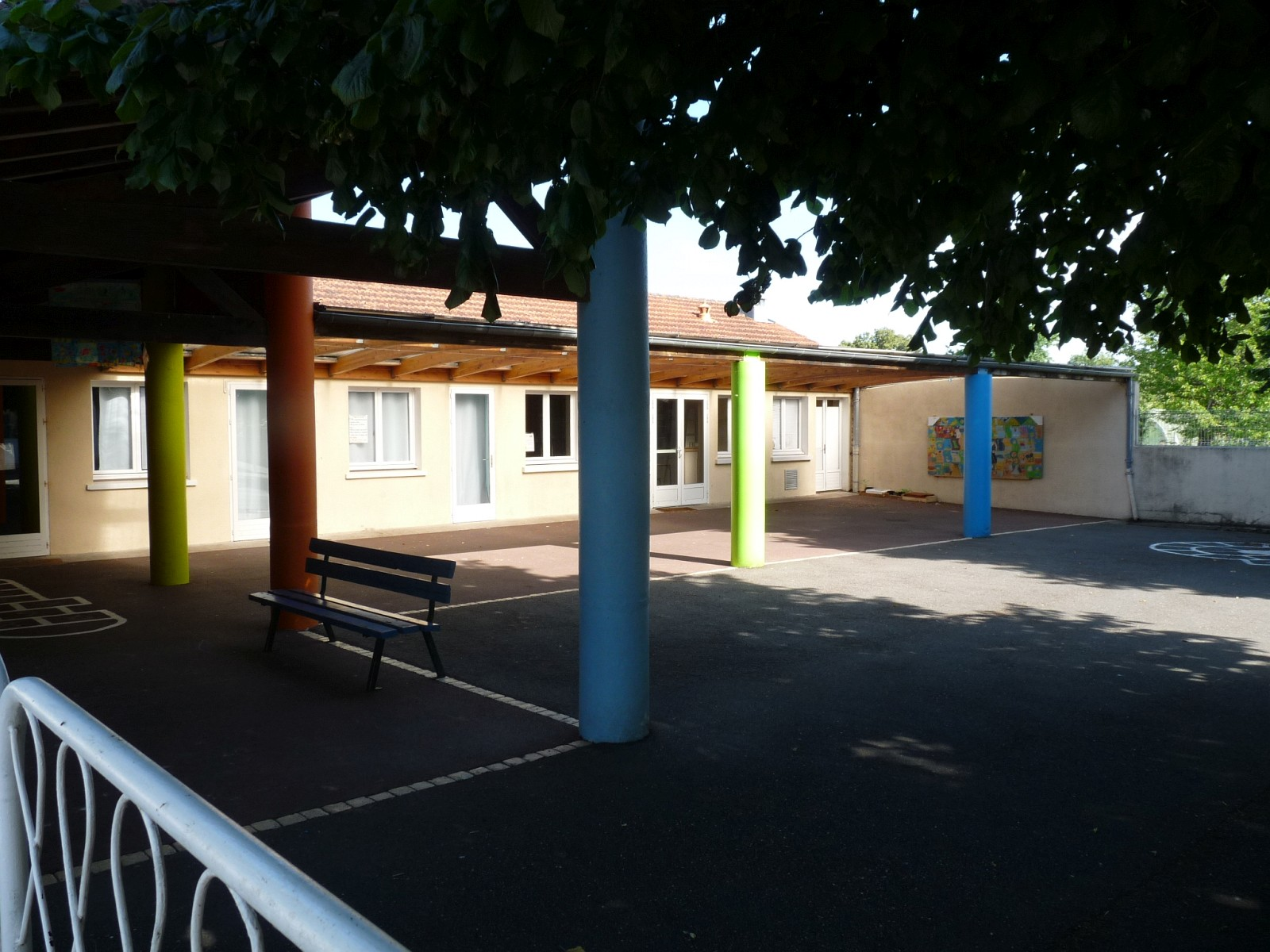
L'école.
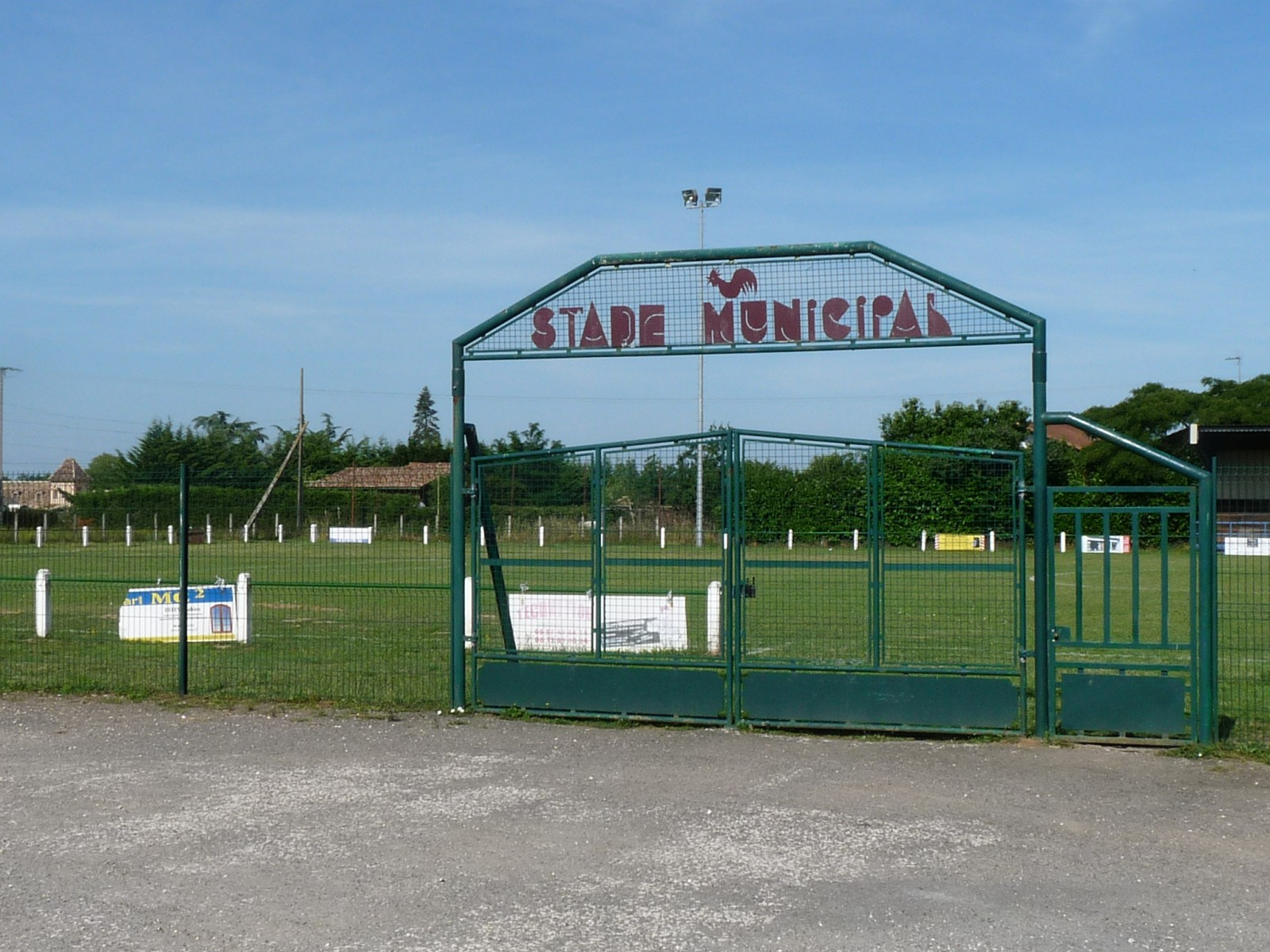
Le stade municipal.

## Culture locale et patrimoine

### Lieux et monuments
- L'église paroissiale Saint-Antoine.
- L'ancien château Saint-Antoine.

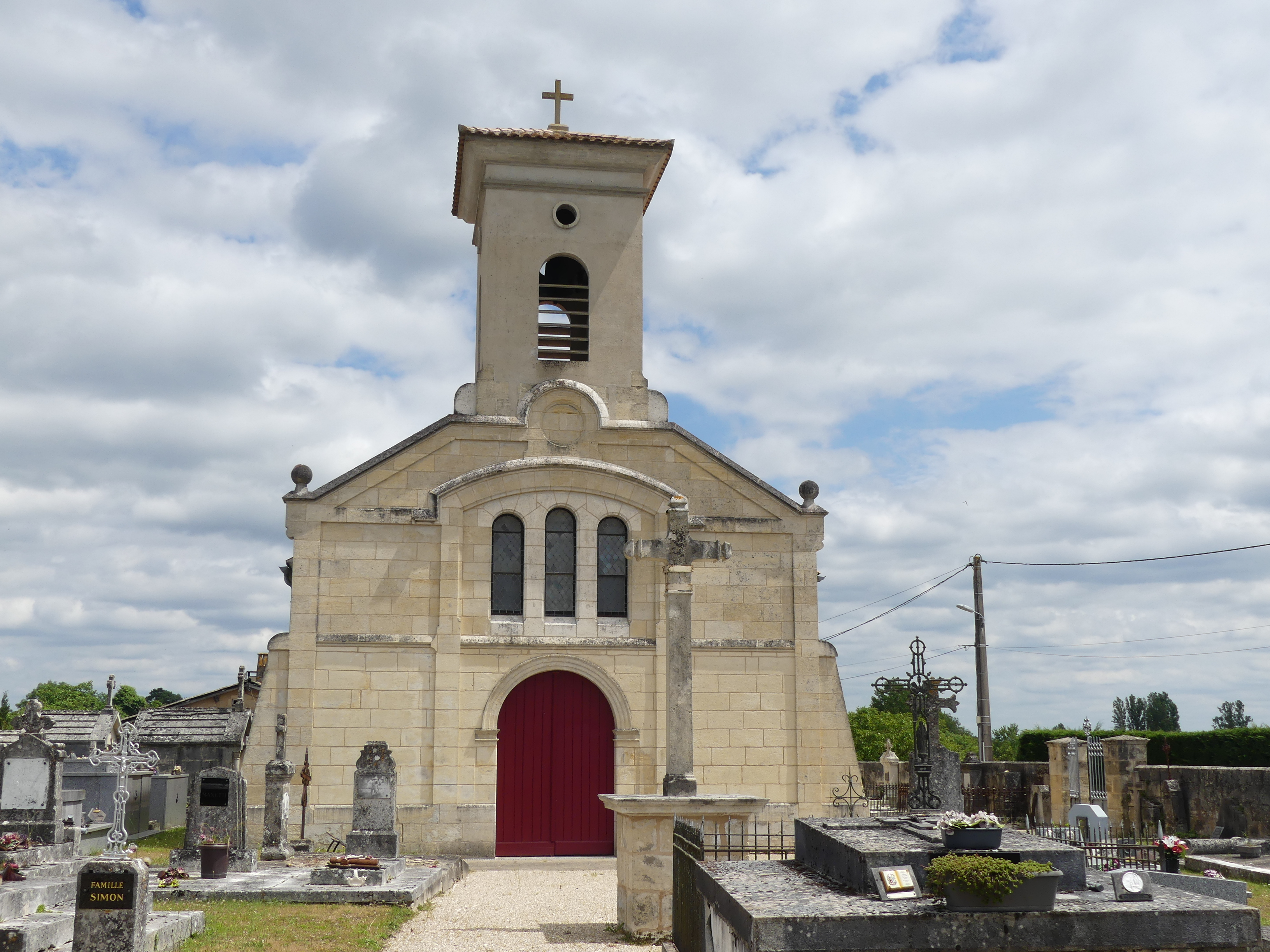
La façade occidentale de l'église.
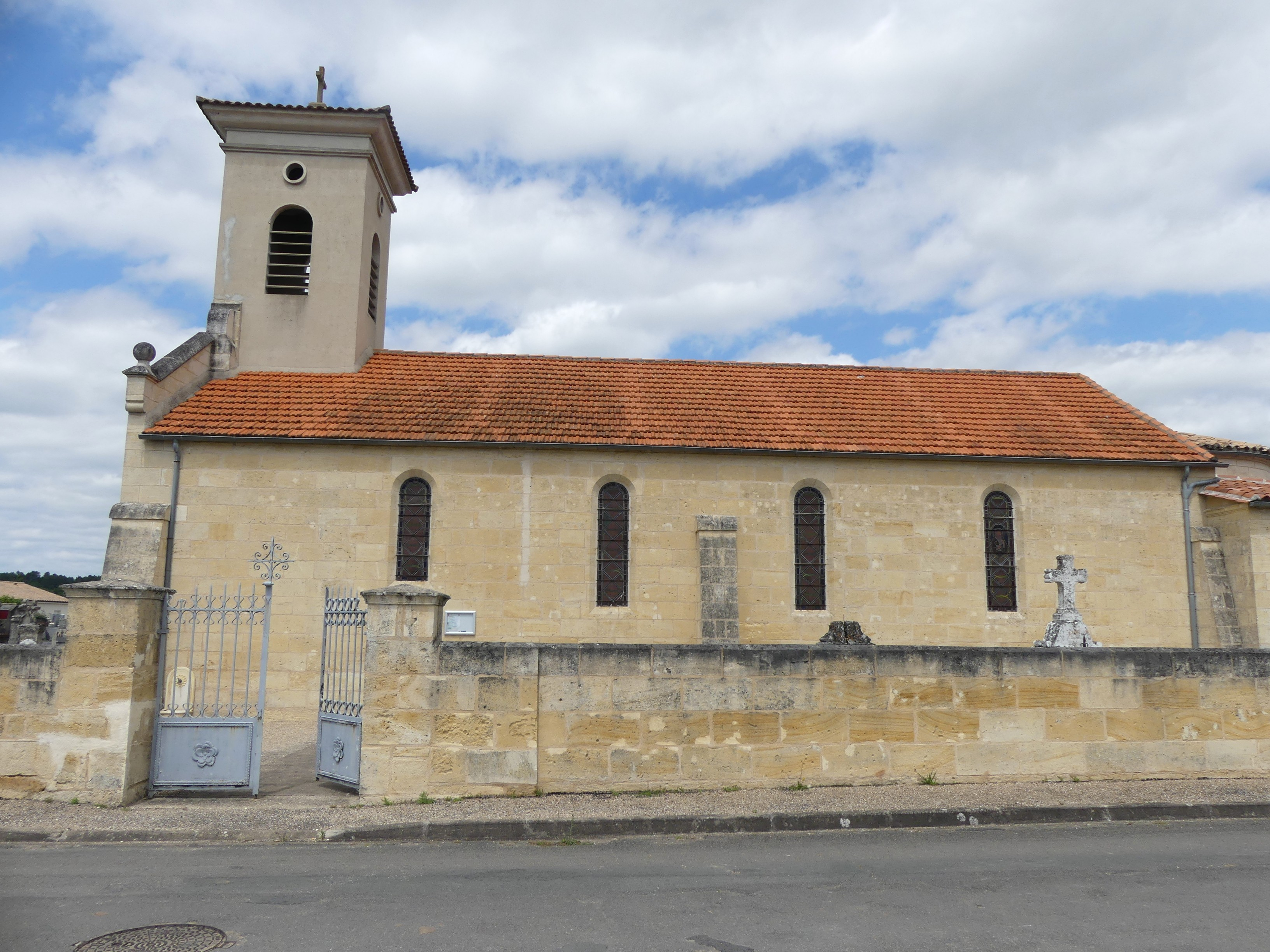
Sa façade sud.
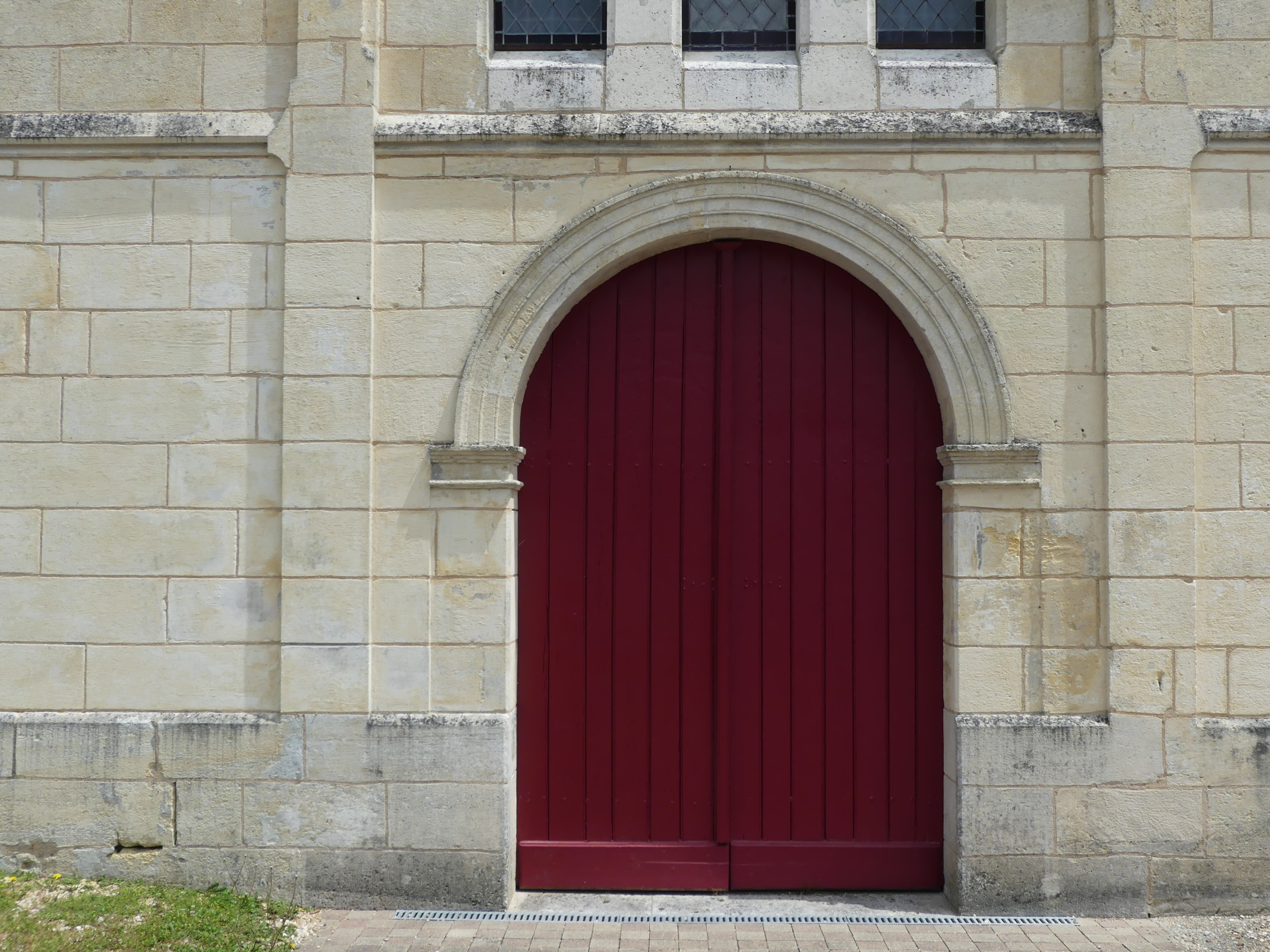
Son portail.
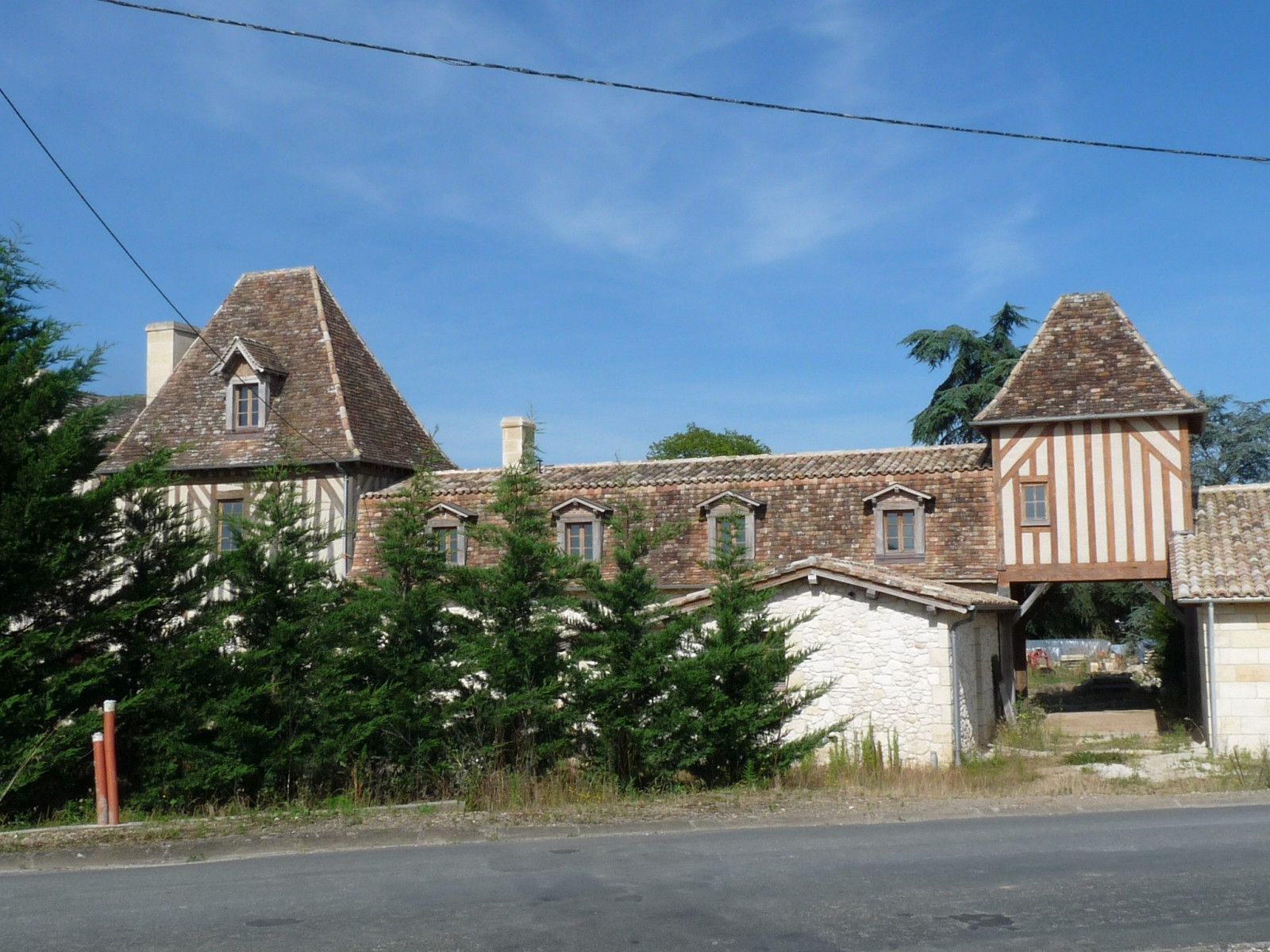
Le château.
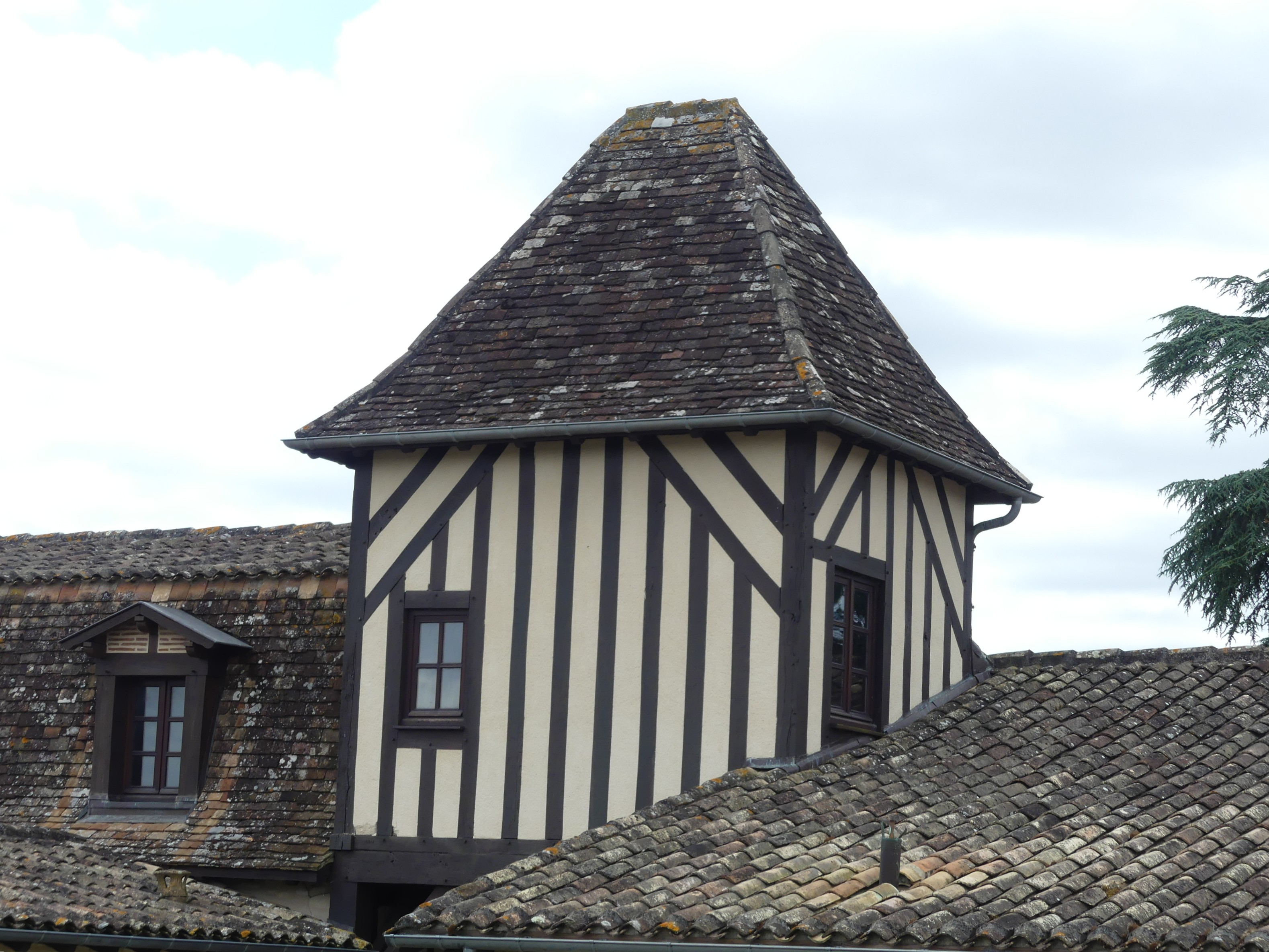
Détail des colombages du château.

#### Pierre de Champmartin
Au XVe siècle, une pierre en grès de la Double matérialisait les limites des seigneuries de Fronsac (Guyenne), de Montpon (Périgord) et Saint-Aulaye (Angoumois). Après la fin de la guerre de Cent Ans, le vicomte de Fronsac la fait déplacer en 1471 d'une distance de « trois volées d'arbalète » (environ 560 mètres) pour intégrer à son domaine les paroisses de Saint-Michel-l'Écluse et Vaudu qui dépendaient de la seigneurie de Saint-Aulaye ; à l'issue de plusieurs procès et enquêtes à l'époque, cette nouvelle implantation est validée.
Cette pierre ayant disparu, en se référant aux éléments et aux cadastres anciens, une nouvelle stèle est implantée en septembre 2022 en présence des maires d'Eygurande-et-Gardedeuil, La Roche-Chalais et Saint-Antoine-sur-l'Isle.

### Personnalités liées à la commune
- François Merlet, photographe et écrivain français, habite la commune. Poète, ancien fauconnier, amoureux du monde sauvage, photographe, il a écrit et illustré de ses clichés l’ours des Pyrénées[29].